# Delta
Delta (grčki srednji rod: Δέλτα; veliko slovo Δ; malo slovo δ) četvrto je slovo grčkog alfabeta i ima brojčanu vrijednost 4. U starogrčkom se izgovaralo /d/, a u novogrčkom se izgovara /ð/.
Simbol se često pojavljuje u matematici i fizici, njime se, između ostaloga, označuje delta-funkcija.
Slovo delta vuče podrijetlo od slova dalet iz feničkog pisma:
| Proto-semitsko D (riba) | Proto-semitsko D (vrata) | Feničko dalet | Grčko delta |
| prasemitsko D (riba)    | prasemitsko D (vrata)    | feničko dalet | grčko delta |

Standardi Unicode i HTML ovako predstavljaju slovo delta:
|                | Unikod | Unikod                     | HTML     | HTML    | izgled ovisi o pregledniku | poveznice (engl.)                |
| k. točka       | naziv  | kod                        | entitet  |         | izgled ovisi o pregledniku | poveznice (engl.)                |
| -------------- | ------ | -------------------------- | -------- | ------- | -------------------------- | -------------------------------- |
| malo slovo δ   | U+03B4 | GREEK SMALL LETTER DELTA   | &#x03B4; | &delta; | δ                          | detaljni podaci test preglednika |
| veliko slovo Δ | U+0394 | GREEK CAPITAL LETTER DELTA | &#x0394; | &Delta; | Δ                          | detaljni podaci test preglednika |